# Homole cukru (Rio de Janeiro)
Homole cukru (portugalsky Pão de Açúcar), též cukrová homole, je skála ve městě Rio de Janeiro, která se vypíná nad vodní hladinou ústí zátoky Guanabara do Atlantského oceánu. Dosahuje nadmořské výšky 396 m n. m. a jedním ze symbolů města. Svůj název dostala podle podobnosti s homolí cukru. Z geomorfologického hlediska se jedná o značně erodovaný bornhardt sestávající z žuly a křemene z období kenozoika.

## Turismus
Homole cukru patří k vyhledávaným turistickým atrakcím Ria. Na vrchol vede lanová dráha „Bondinho del Pan de Azúcar“ již od roku 1912. Lanovka má dvě části – první úsek je z Praia Vermelha na vrchol Urca a následně druhý úsek mezi Homolí cukru a Urca. Prosklené kabiny pojmou až 75 osob. Homole společně s dalšími přírodními památkami ve městě (pláž Copacabana, národní park Tijuca, vrchol Corcovado se sochou Krista Spasitele, atd.) figuruje od roku 2012 na seznamu světového kulturního dědictví UNESCO.

## Fotogalerie

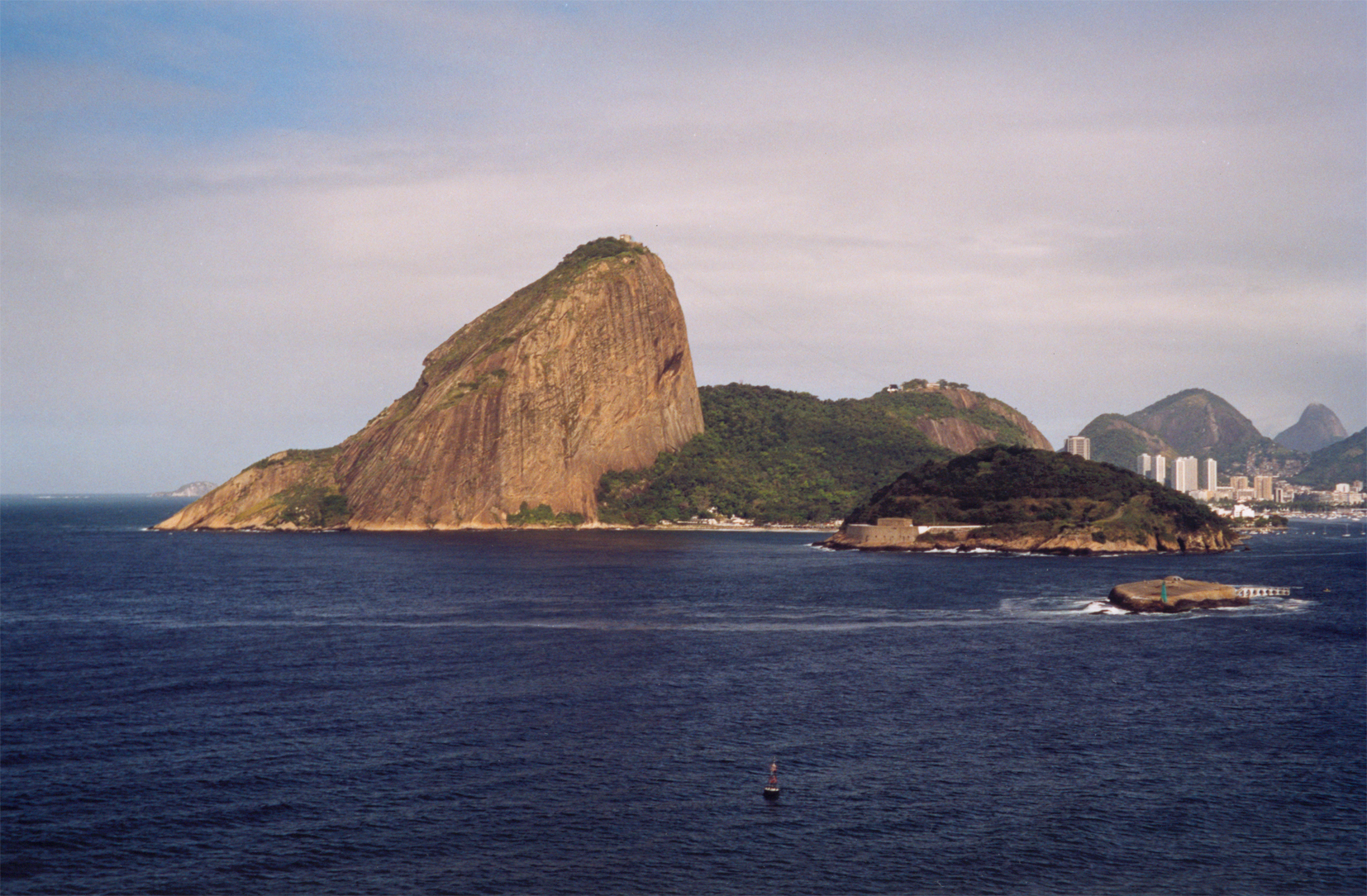
pohled od moře
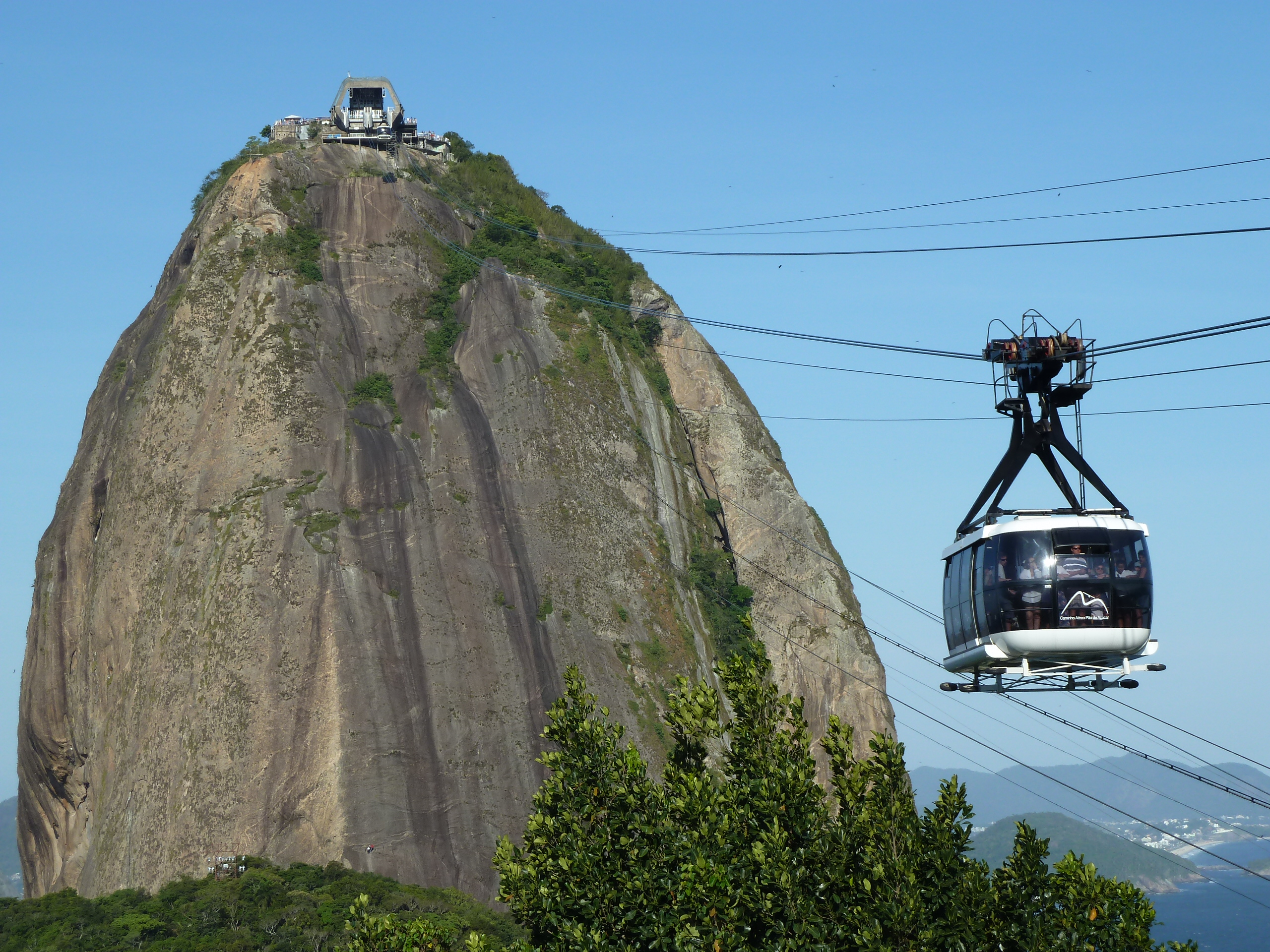
lanovka
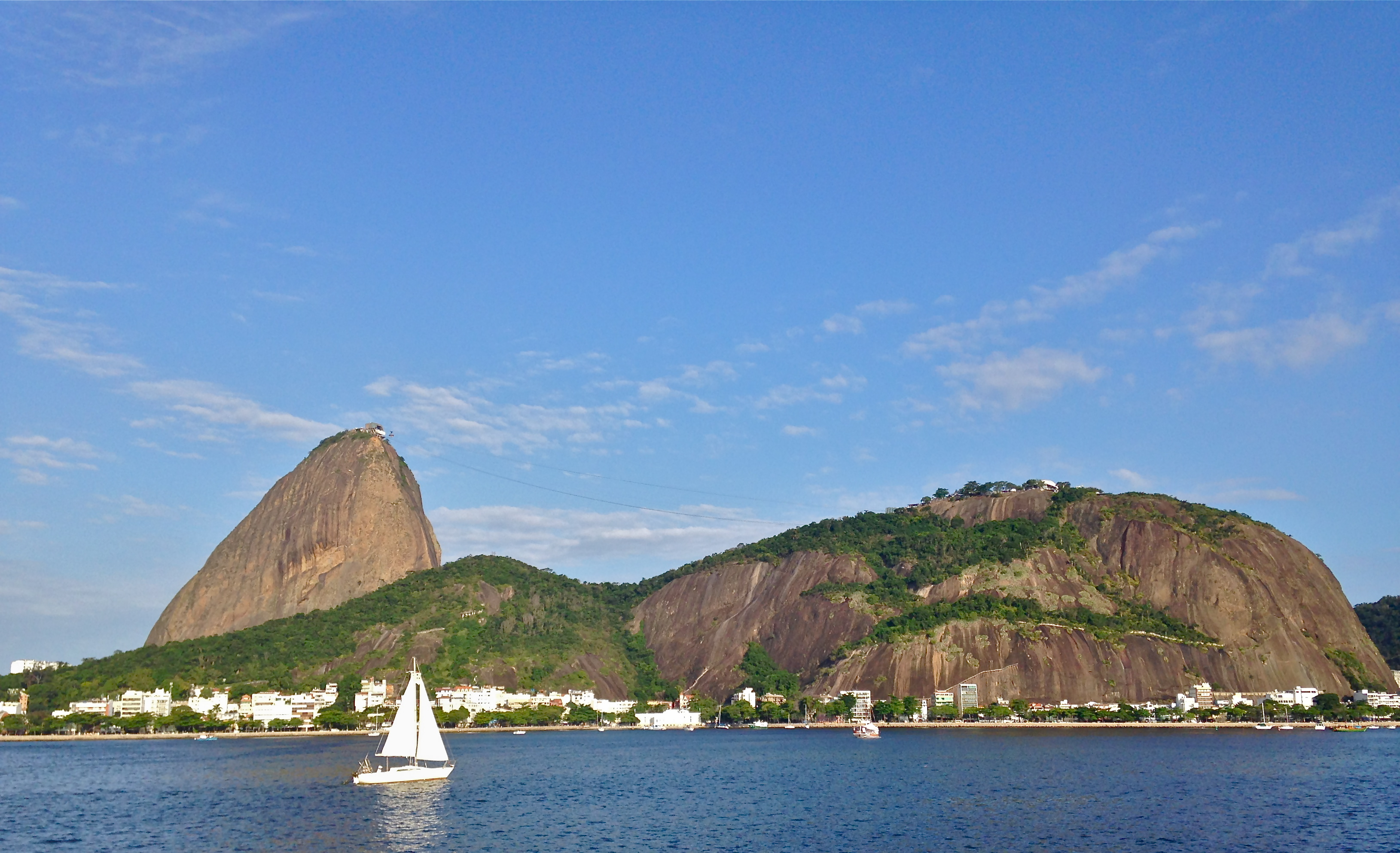